# Ebenthal
Ebenthal è un comune austriaco di 865 abitanti nel distretto di Gänserndorf, in Bassa Austria; ha lo status di comune mercato (Marktgemeinde).